# جسر ماريا فاليريا

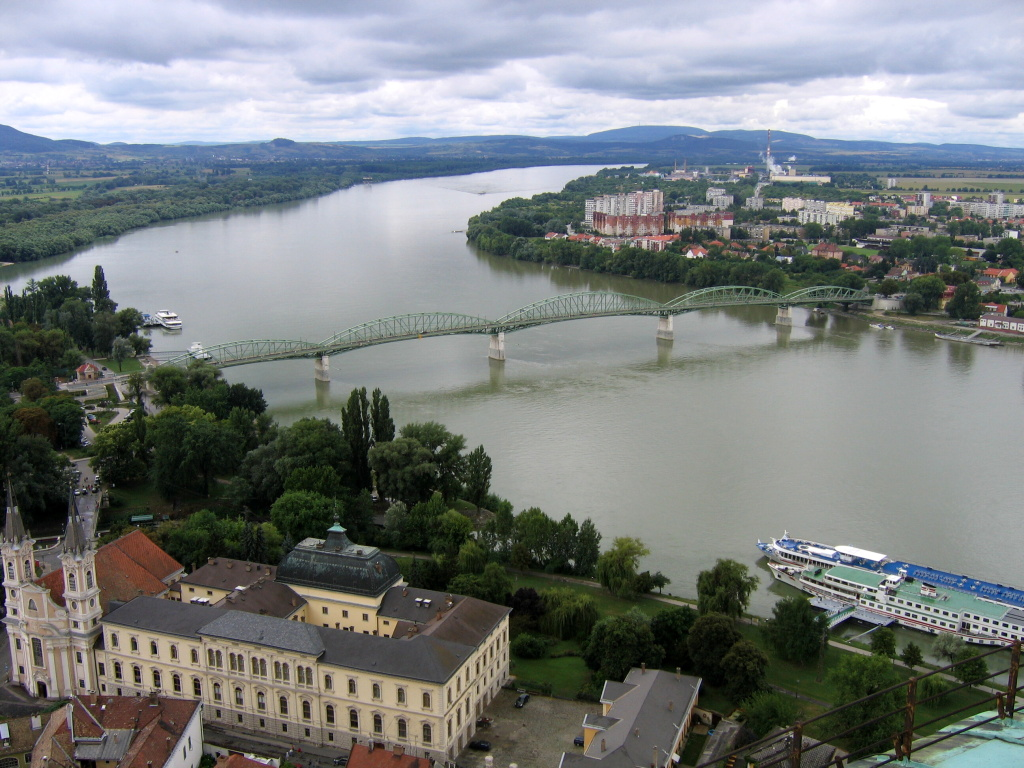
جسر ماريا فاليريا على نهر الدانوب يربط المجر بسلوفاكيا

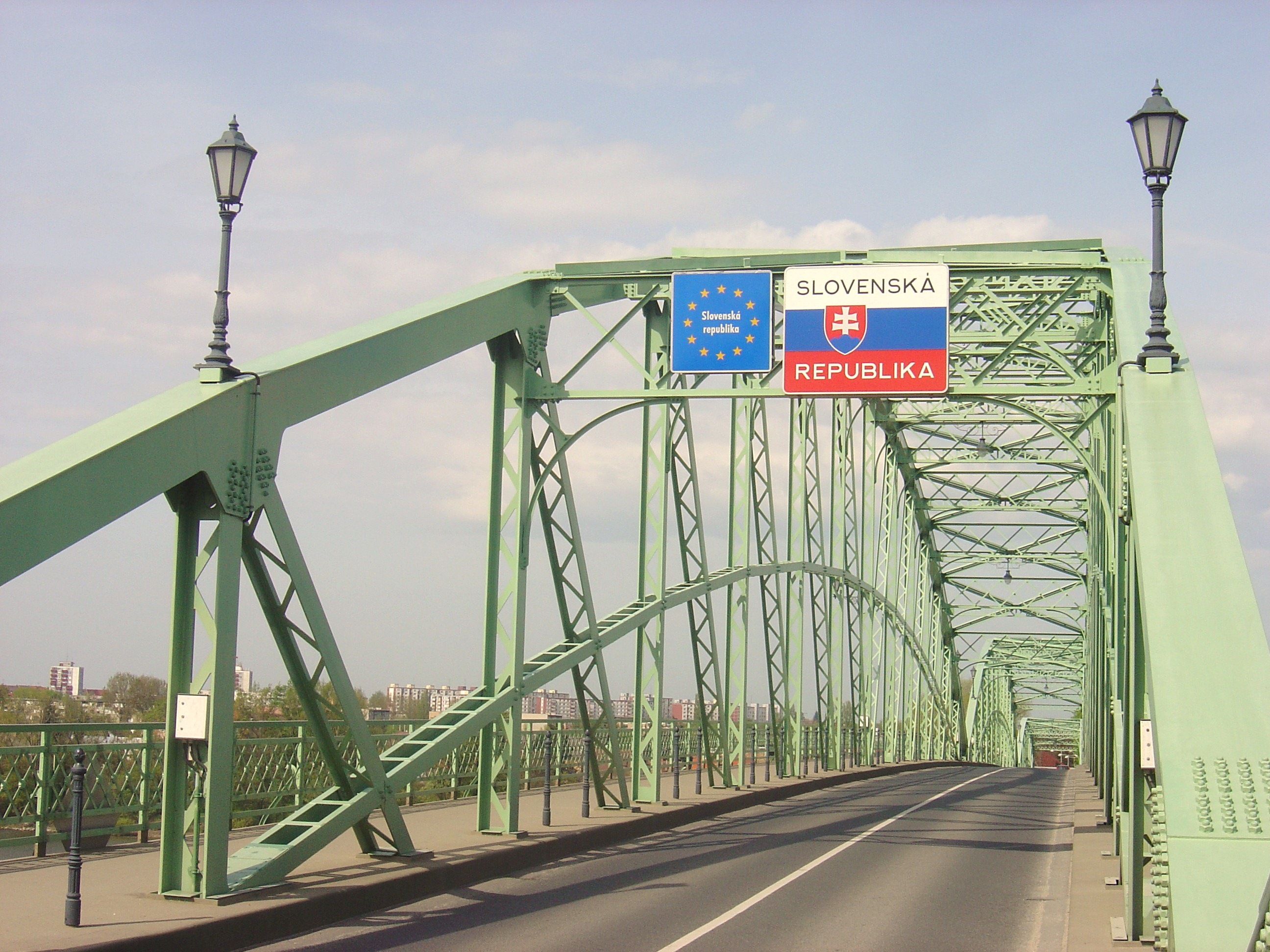
الدخول إلى الأراضي السلوفاكية عبر جسر ماريا فاليريا

جسر ماريا فاليريا (بالمجرية: Mária Valéria híd) هو جسر يربط مدينة إسترغم بالمجر بمدينة ستوروفو بسلوفاكيا، يبلغ طول الجسر 500 متر وهو يمر عبر نهر الدانوب، افتتح الجسر في 28 سبتمبر 1895 وقد سمي بهذا الاسم نسبة إلى الارشيدوقة ماريا فاليريا ابنة إمبراطور النمسا فرانز جوزيف.